# Силандро
Силандро (итал. Silandro) је насеље у Италији у округу Болцано, региону Трентино-Јужни Тирол.
Према процени из 2011. у насељу је живело 4517 становника. Насеље се налази на надморској висини од 742 м.

## Становништво
Према резултатима пописа становништва 2011. у општини је живело 5.947 становника.
| 1931. | 1936. | 1951. | 1961. | 1971. | 1981. | 1991. | 2001. | 2011. |
| ----- | ----- | ----- | ----- | ----- | ----- | ----- | ----- | ----- |
| 4.070 | 4.044 | 3.942 | 4.330 | 4.682 | 4.825 | 5.366 | 5.733 | 5.947 |

## Партнерски градови
- Бел-Игелхајм, Санкт Антон ам Арлберг